# Hukkasaari (ö i Finland, Norra Savolax, Nordöstra Savolax, lat 62,61, long 28,43)
Hukkasaari är en ö i Finland. Den ligger i sjön Suvasvesi och i kommunen Tuusniemi i den ekonomiska regionen  Nordöstra Savolax ekonomiska region  och landskapet Norra Savolax, i den sydöstra delen av landet, 300 km nordost om huvudstaden Helsingfors. Öns area är 1,5 hektar och dess största längd är 270 meter i sydöst-nordvästlig riktning.